# Lyconus
Lyconus és un gènere de peixos pertanyent a la família dels merlúccids.

## Descripció
- Cap i cos comprimits.
- Cua llarga i cònica.
- Boca ampla i terminal.
- Totes dues mandíbules tenen dents punxegudes i desiguals en grandària.
- Branquiespines més aviat llargues, llises i amples a la base.
- Dues aletes dorsals.
- El segon radi de la primera aleta dorsal és espinós i flexible.
- L'anus és situat just abans de l'aleta anal.
- La segona aleta dorsal i l'anal conflueixen amb una petita aleta caudal, la qual és més curta que la segona aleta dorsal.
- Escates petites i cicloides.
- No presenten cap òrgan lluminós.[2]

## Taxonomia
- Lyconus brachycolus (Holt & Byrne, 1906)[3]
- Lyconus pinnatus (Günther, 1887)[4][5][6][7][8][9]